# Makarasphaera amnicosa
Makarasphaera amnicosa is een pissebed uit de familie Sphaeromatidae. De wetenschappelijke naam van de soort is voor het eerst geldig gepubliceerd in 2005 door Bruce.